# 相方城

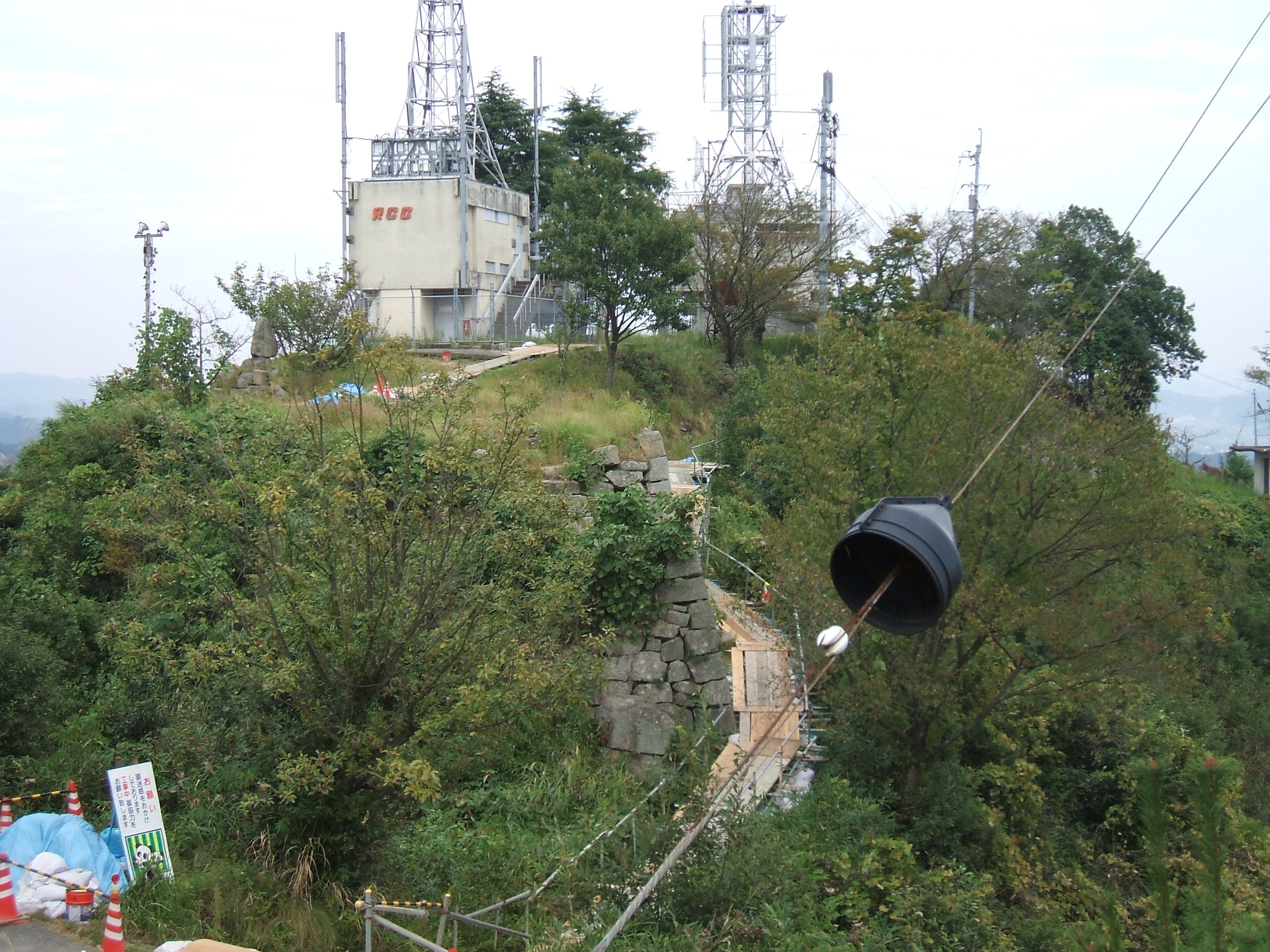
相方城本郭の現状

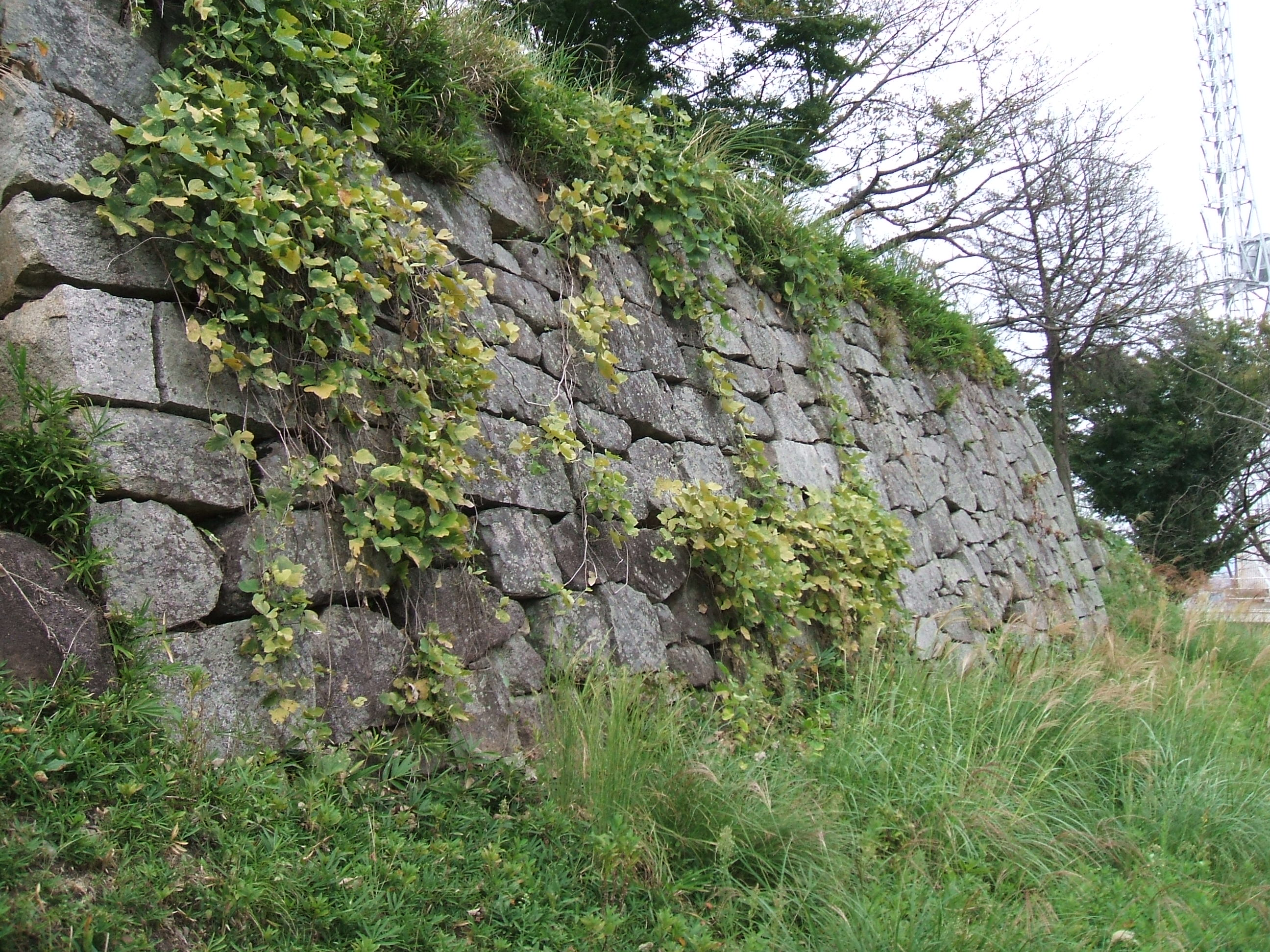
相方城の石垣

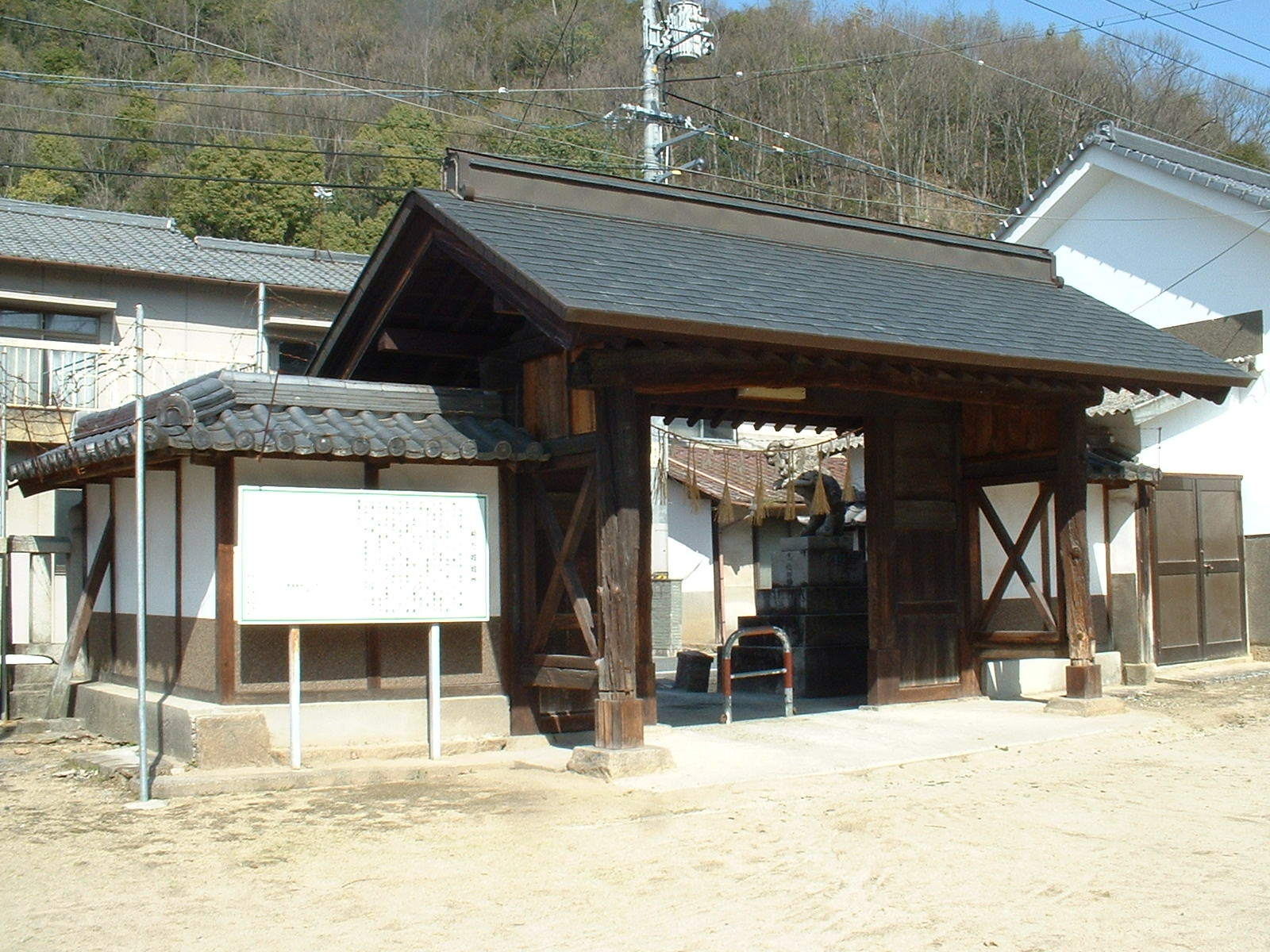
相方城城門

相方城（さがたじょう）は、広島県福山市新市町にあった日本の城（山城）。佐賀田城とも称する。
現在はテレビ塔が建っているが、総石垣造りの重厚な城構えは往時が偲ばれる。

## 概略
芦田川南岸にある標高191メートル（以降m）の通称「城山」の山頂部の東西約1,000m、南北約500mの範囲に築かれたのが相方城である。また現在の府中市から神辺までの備後平野を一望することが出来る。この城は戦国時代に芦田川を挟んで反対側にあった亀寿山城を本拠地として備後南部に勢力をもっていた国人領主の宮氏や、相方城より南の地域(現在の福山市芦田町）を本拠地としていた有地民部少輔元盛(有地姓の3代目）によって16世紀前半には山城として整備されていたといわれている。
1552年（天文21年）に宮氏滅亡後は、有地氏が相方城を支配の拠点としていたが、有地氏も毛利氏によって出雲国に移され、その後は毛利氏の直轄城となった。毛利領の東方備えを目的とした近世城郭として整備が進み、山頂付近に空堀や曲輪群などの城郭が築かれ、打込接の総石垣が築かれた部分もあった。また瓦葺の櫓や城門も建造されており、中世城郭から近世城郭への過渡期の山城ともいわれている。
相方城は関ヶ原の戦い以後に廃城となった。城門や櫓はふもとの戸手（現在の福山市新市町戸手）にある素盞嗚神社に移築された。伝相方城櫓と呼ばれた櫓は1970年代に焼失したが現在も移築されたとの伝承のある城門2門が現存する。

## 現状
急峻な山上にあり、大規模な破却を受けていないため、石垣や曲輪群が比較的保たれている。ただし、本丸に相当する部分にテレビ送信塔が複数設置されている。大型車の通行は難しいが、山頂付近まで近くの新市工業団地から山道まで車で登ることができる。また附近は雑木林に覆われており、ニホンマムシが生息するため、探索する場合は注意しなければならない。

## 備考
- 1552年以後、城を支配していた有地氏が、有地姓の祖である。宮氏の内紛によって分かれた諸派が現在の福山市芦田町上有地付近に根付き、数箇所の山城を構えた。有地姓は上有地に由来する。（詳しくは芦田町を参照のこと）